# Sen Katayama
Sen Katayama (jap. 片山潜 Katayama Sen) (ur. 3 grudnia 1859, zm. 5 listopada 1933), właściwie Sugatarō Yabuki (jap. 藪木菅太郎 Yabuki Sugatarō) – japoński dziennikarz, działacz związkowy, komunista.

## Życiorys
Urodził się w rodzinie chłopskiej. W 1881 przeniósł się do Tokio, gdzie pracował jako zecer i jednocześnie zajmował się samokształceniem, w 1884 wyjechał do Stanów Zjednoczonych, gdzie był kucharzem, zecerem i pracownikiem pralni. W 1895 ukończył studia na Uniwersytecie Yale. Wykazywał duże zainteresowanie problemami socjalnymi i ruchem robotniczym, w listopadzie 1894 udał się do Anglii w celu lepszego poznania ruchu związkowego, w 1896 wrócił do Japonii i stał się aktywistą ruchu robotniczego. W 1897 był jednym z założycieli Towarzystwa Pomocy Organizacji Związków Zawodowych i pierwszego pisma robotniczego Rodo Sekai, a w 1898 Towarzystwa Studiów nad Socjalizmem, w 1901 był jednym z inicjatorów założenia Socjaldemokratycznej Partii Japonii (która natychmiast została zdelegalizowana przez japońskie władze). Stał się jednym z głównych propagandystów socjalizmu w Japonii, w 1900 został zaocznie wybrany członkiem biura Komitetu Wykonawczego II Międzynarodówki. W sierpniu 1904 uczestniczył w VI Kongresie Międzynarodówki w Amsterdamie, na którym wystąpił przeciwko wojnie rosyjsko-japońskiej i wymienił z Gieorgijem Plechanowem uścisk dłoni na znak solidarności robotników japońskich i rosyjskich. Brał udział w przygotowaniach do założenia Socjalistycznej Partii Japonii w lutym 1906, w latach 1907–1911 redagował gazetę Siakai Simbun, prowadził szeroką działalność propagandową wśród robotników. Zorganizował strajk tokijskich tramwajarzy (od grudnia 1911 do stycznia 1912), za co został skazany na 9 miesięcy więzienia. W 1914 wyjechał do Stanów Zjednoczonych, gdzie związał się z tamtejszym ruchem socjalistycznym, 1914-1919 wydawał gazetę Heymin, występował przeciwko I wojnie światowej, jako „imperialistycznej”, w 1918 założył pierwsze komunistyczne grupy wśród japońskich robotników w Stanach Zjednoczonych. W 1920 przetłumaczył na japoński dzieło Lenina Państwo i rewolucja. W 1921, uciekając przed policją, udał się do Meksyku, skąd 14 grudnia 1921 wyjechał do Rosji radzieckiej i w styczniu–lutym 1922 brał aktywny udział w 1 Zjeździe Robotników Dalekiego Wschodu, na którym ostro potępił zagraniczną interwencję przeciw Republice Radzieckiej. Wyjeżdżał na Daleki Wschód i pisał ulotki dla japońskich żołnierzy. W 1922 był jednym z założycieli Komunistycznej Partii Japonii. Był aktywnym działaczem Kominternu, w listopadzie 1922 został wybrany członkiem jego Komitetu Wykonawczego i następnie Prezydium Komitetu Wykonawczego. W 1927 i 1929 brał udział w kongresach antyimperialistycznych w Brukseli i Frankfurcie nad Menem, a w 1932 w antywojennym kongresie w Amsterdamie. Został pochowany na cmentarzu Przy Murze Kremlowskim.